# New Zealand Media and Entertainment
New Zealand Media and Entertainment est une entreprise néo-zélandaise de médias.